# Nyeklinovkai járás
A Nyeklinovkai járás (oroszul: Неклиновский муниципальный район) Oroszország egyik járása a Rosztovi területen. Székhelye Pokrovszkoje.

## Népesség
- 1989-ben 77 775 lakosa volt.
- 2002-ben 82 706 lakosa volt.
- 2010-ben 84 915 lakosa volt, melyből 77 538 orosz, 2 202 ukrán, 1 747 örmény, 395 cigány, 261 fehérorosz, 258 azeri, 209 török, 200 koreai, 182 német, 177 tatár, 116 moldáv, 109 grúz, 98 görög, 78 udin, 65 kumik, 46 oszét, 41 üzbég, 40 tadzsik, 36 lezg, 32 mordvin, 31 csuvas, 31 nogaj, 27 lengyel, 25 mari stb.